# Pseudorosalinoides
Pseudorosalinoides es un género de foraminífero bentónico considerado un sinónimo posterior de Discanomalina de la subfamilia Gavelinellinae, de la familia Gavelinellidae, de la superfamilia Chilostomelloidea, del suborden Rotaliina y del orden Rotaliida. Su especie tipo era Pseudorosalinoides chathamensis. Su rango cronoestratigráfico abarcaba el Holoceno.

## Clasificación
Pseudorosalinoides incluía a la siguiente especie:
- Pseudorosalinoides chathamensis